# III Liceum Ogólnokształcące im. Krzysztofa Kamila Baczyńskiego w Białymstoku
III Liceum Ogólnokształcące im. Krzysztofa Kamila Baczyńskiego – liceum ogólnokształcące znajdujące się przy ul. Pałacowej 2/1 w Białymstoku.

## Historia
- 8 I 1949 – rozpoczęcie działalności przez szkołę, utworzonej jako publiczna szkoła średnia na mocy zarządzenia KW PZPR
- 6 XI 1954 – nadanie szkole imienia Małgorzaty Fornalskiej[2]
- 1 IX 1960 – utworzenie III Liceum Ogólnokształcącego
- 1973 – rozbudowa budynku szkoły (dobudowanie trzeciego piętra)
- 1990 – wybór nowego patrona szkoły – Krzysztofa Kamila Baczyńskiego[2]

## Absolwenci
- Antoni Chodorowski – grafik i karykaturzysta
- Anna Grycewicz – aktorka filmowa i teatralna
- Barbara Kudrycka – minister nauki i szkolnictwa wyższego, deputowana do Parlamentu Europejskiego VI i VIII kadencji
- Maciej Radel – aktor filmowy i teatralny
- Karol Radziszewski – artysta, malarz i publicysta
- Justyna Moniuszko – stewardesa 36 Specjalnego Pułku Lotnictwa Transportowego
- Justyna Sieńczyłło – aktorka
- Tadeusz Słobodzianek – dramatopisarz, dramaturg i reżyser teatralny
- Maciej Żywno − polityk, wojewoda podlaski, senator XI kadencji

## Dyrektorzy szkoły
- Jerzy Niemiec
- Józef Senetelski
- Aleksander Kuderski
- Leonard Pawlukiewicz
- Antoni Adamski
- Małgorzata Górniak

- Anna Kietlińska

## Kontakty zagraniczne
- Współpraca z niemiecką instytucją EAO
- Współpraca w ramach programu Socrates-Comenius
- Wymiana doświadczeń ze szkołami: w Czużakampsku, Solecznikach, Nowej Wilejce, Wilnie
- Współpraca z hiszpańskim ministerstwem edukacji i kultury

## Koła zainteresowań
- Sportowe: piłka ręczna, siatkówka, koszykówka, tenis stołowy, szachy
- Klub Wolnego Słowa
- Klub Miłośników Biblioteki
- Klub Integracji Europejskiej
- Chór